# Holothuria fuscopunctata

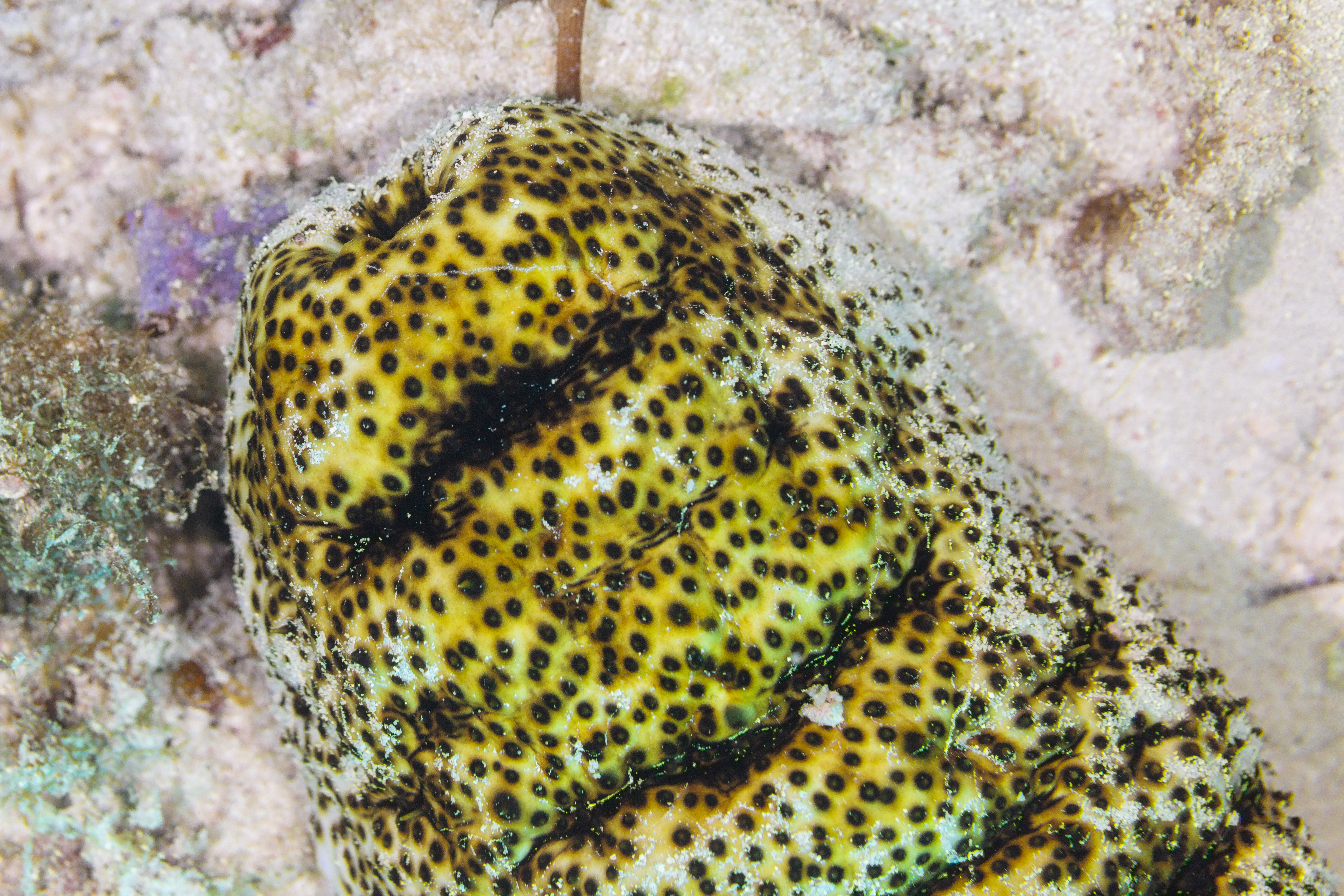
Detalle.

Holothuria fuscopunctata, comúnmente conocido como pepino trompa de elefante, es una especie de pepino de mar de la familia Holothuriidae nativa de aguas poco profundas del Indo-Pacífico tropical. Se ubica en el subgénero Microthele, por lo que su nombre completo es Holothuria (Microthele) fuscopunctata.

## Descripción
Un pepino de mar de gran tamaño, H. fuscopunctata, alcanza una longitud máxima de 70 cm, aunque una longitud más habitual es aproximadamente la mitad, y puede pesar hasta 4,5 kg. La pared del cuerpo es gruesa y de color marrón dorado con manchas más oscuras y arrugas de color marrón oscuro. La parte inferior es blanquecina, la boca está rodeada por veinte tentáculos gruesos de color marrón y el ano está rodeado por una banda negra. La cloaca es grande y negra, pero no tiene túbulos de Cuvier.

## Distribución y hábitat
H. fuscopunctata tiene una amplia distribución en el Indo-Pacífico tropical. Su área de distribución se extiende desde Madagascar y la costa oriental de África hasta Japón, China, Australia y las islas Marianas, Palaos y Nueva Caledonia. Su rango de profundidad se reduce a un máximo de 30 m; es común en algunas partes de su área de distribución, pero escaso en Filipinas, los Estados Federados de Micronesia y las islas Marshall. En la costa africana se encuentra principalmente en fondos arenosos y praderas marinas, pero en el Pacífico central se encuentra principalmente en pendientes de arrecifes y escombros de coral, aunque también vive en praderas marinas.

## Biología
Esta especie se alimenta de materia orgánica que pasta en el fondo marino. Es de maduración lenta y presenta baja fecundidad. Los sexos están separados y la reproducción tiene lugar en la estación cálida, entre diciembre y enero.

## Estado
Los pepinos de mar se consumen en el Pacífico central. H. fuscopunctata no es particularmente estimada, pero se consume como alimento de pobreza en épocas de dificultad, así como después de los ciclones. Se captura principalmente mediante buceo y es probable que sufra una mayor explotación a medida que otras especies más favorecidas se vuelvan más escasas. Hay pesquerías en Malasia, Filipinas, Vietnam e Indonesia, en Madagascar, en el Pacífico occidental, incluido el estrecho de Torres, y en Tuvalu. Por el momento, la Unión Internacional para la Conservación de la Naturaleza ha evaluado su estado de conservación como de “preocupación menor ”, pero es vulnerable a la sobreexplotación debido a su baja tasa de fertilidad.